# Ахунбабаєв Юлдаш Ахунбабаєвич
Юлда́ш Ахунбаба́євич Ахунбаба́єв (узб. Axunboboev, Yuldosh Axunboboevich; 13 липня 1885, кишлак Жой Базар, Маргіланський повіт, Ферганська область — 28 лютого 1943, Ташкент) — узбецький та радянський політичний діяч, заступник Голови Президії Верховної Ради СРСР.

## Біографія
Юлдаш Ахунбабаєвич Ахунбабаєв народився в кишлаку Жой Базарі Маргіланського повіту, Ферганської області, Російська імперія (нині — Ферганська область Узбекистану).
До 1917 року служив у баїв. У 1916 році Ахунбабаєв брав активну участь у народному повстанні проти царизму, за що був ув'язнений.
Після Жовтневого перевороту Ахунбабаєв виступив як організатор джойбазарської бідноти; учасник боїв проти басмацтва.
1921 року вступив до лав Комуністичної партії. Далі працював у повітових та обласних партійних і радянських організаціях. У 1925 на 1-му Установчому з'їзді Рад Узбекистану був обраний головою Президії ЦВК Узбекистану. На 3-му Всесоюзному з'їзді Рад був обраний членом ЦВК СРСР, згодом членом Президії ЦВК СРСР.
У 1938 році Юлдаш Ахунбабаєв обирався Головою Президії Верховної Ради Узбецької РСР, заступником Голови Президії Верховної Ради СРСР. Ахунбабаєв — делегат XIV—XVIII з'їздів ВКП(б) та XIV—XVIII загальнопартійних конференцій.
Проводив політику розвитку бавовництва та освоєння земель, ліквідації неписьменності та розкріпачення жінок.

## Відзнаки і нагороди
Ю. Ахунбабаєв нагороджений орденом Леніна та двома орденами Трудового Червоного Прапора.

## Вшанування
- За радянських часів у центрі Ташкента на вулиці Лашкорбегі, 19, в одноповерховій садибі дореволюційної побудови, в якій у 1938—1943 роках мешкав Юлдаш Ахунбабаєв був відкритий його меморіальний музей. 2005 року за рішенням місцевої влади, через недотримання протипожежних норм, будинок-музей Юлдаша Ахунбабаєва був зачинений[1].
- Його ім'я присвоєне Андижанському обласному узбецькому театру музичної драми і комедії, ташкентській фабриці фабриці головних уборів та Ташкентському республіканському театру юного глядача.
- 1965 року у Львові на вулиці Курській, 14 (нині — вулиця Повстанська) відбулися урочистості, присвячені відкриттю львівської середньої загальноосвітньої школи № 76, якій було присвоєне ім'я Юлдаша Ахунбабаєва — на знак дружби українського та узбецького народів. 5 жовтня 1977 року на подвір'ї школи встановлено бронзове погруддя узбецькому діячеві[2]. На початку 1990-х років погруддя було демонтовано, а школу 1999 року перереєстрована у львівську спеціалізовану середню загальноосвітню школу № 76 з поглибленим вивченням англійської мови імені Василя Стуса (нині — Львівський навчально-виховний комплекс імені Василя Стуса «Спеціалізована школа І ступеня — ліцей міжнародних відносин»).